# Декабристы (опера)
«Декабри́сты» — опера советского композитора Юрия Шапорина по мотивам пьесы Алексея Толстого «Полина Гёбль» на либретто Всеволода Рождественского. Самое масштабное музыкально-сценическое произведение, посвящённое событиям декабря 1825 года.
Опера создавалась на протяжении почти трёх десятилетий и за это время претерпела значительные изменения. Задуманная как интимная любовно-лирическая драма, в процессе работы она преобразовалась в монументальное героико-патриотическое произведение, одно из самых значительных в музыкальном театре советского периода. Впервые исполнена в Большом театре 23 июня 1953 года, была в репертуаре советских театров более двух десятилетий. За создание оперы «Декабристы» Ю. А. Шапорин награждён Государственной премией РСФСР имени М. И. Глинки (1966).

## История создания

### Лирическая драма: Анненков и Полина

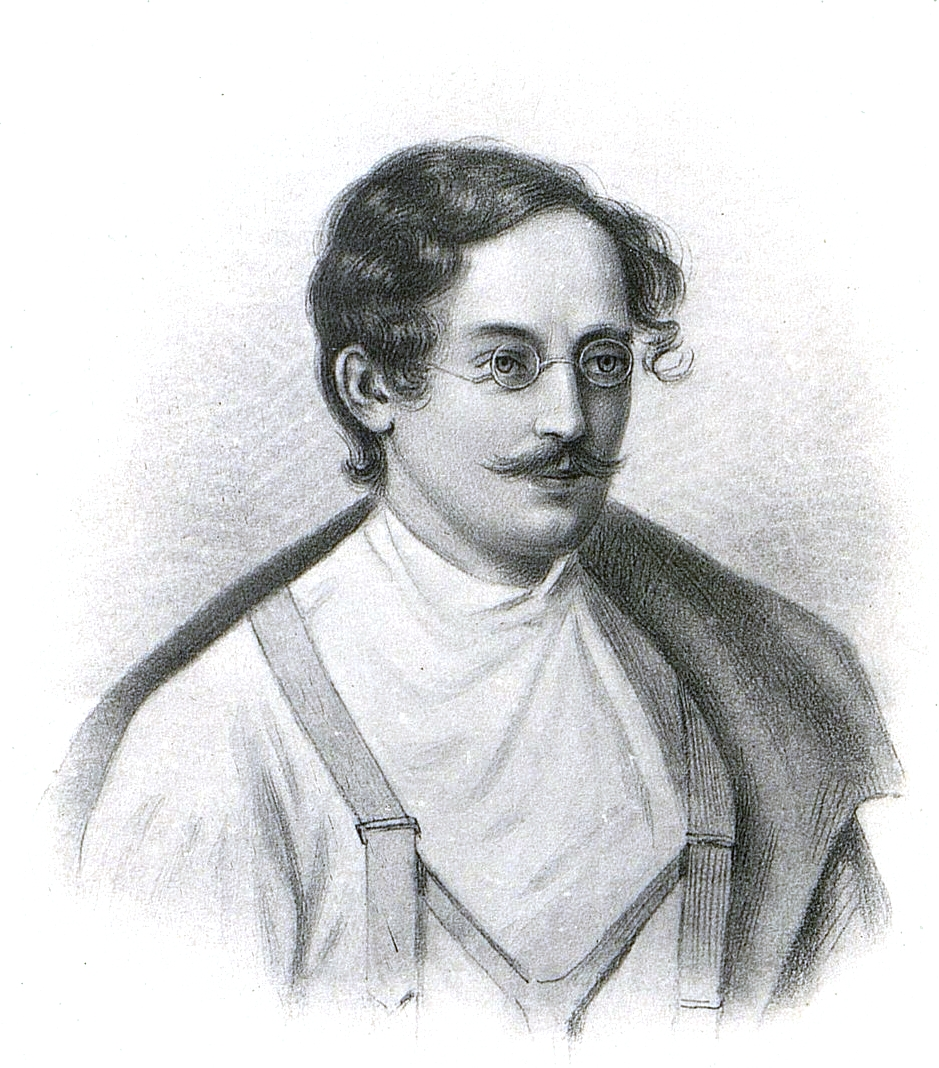
И. А. Анненков
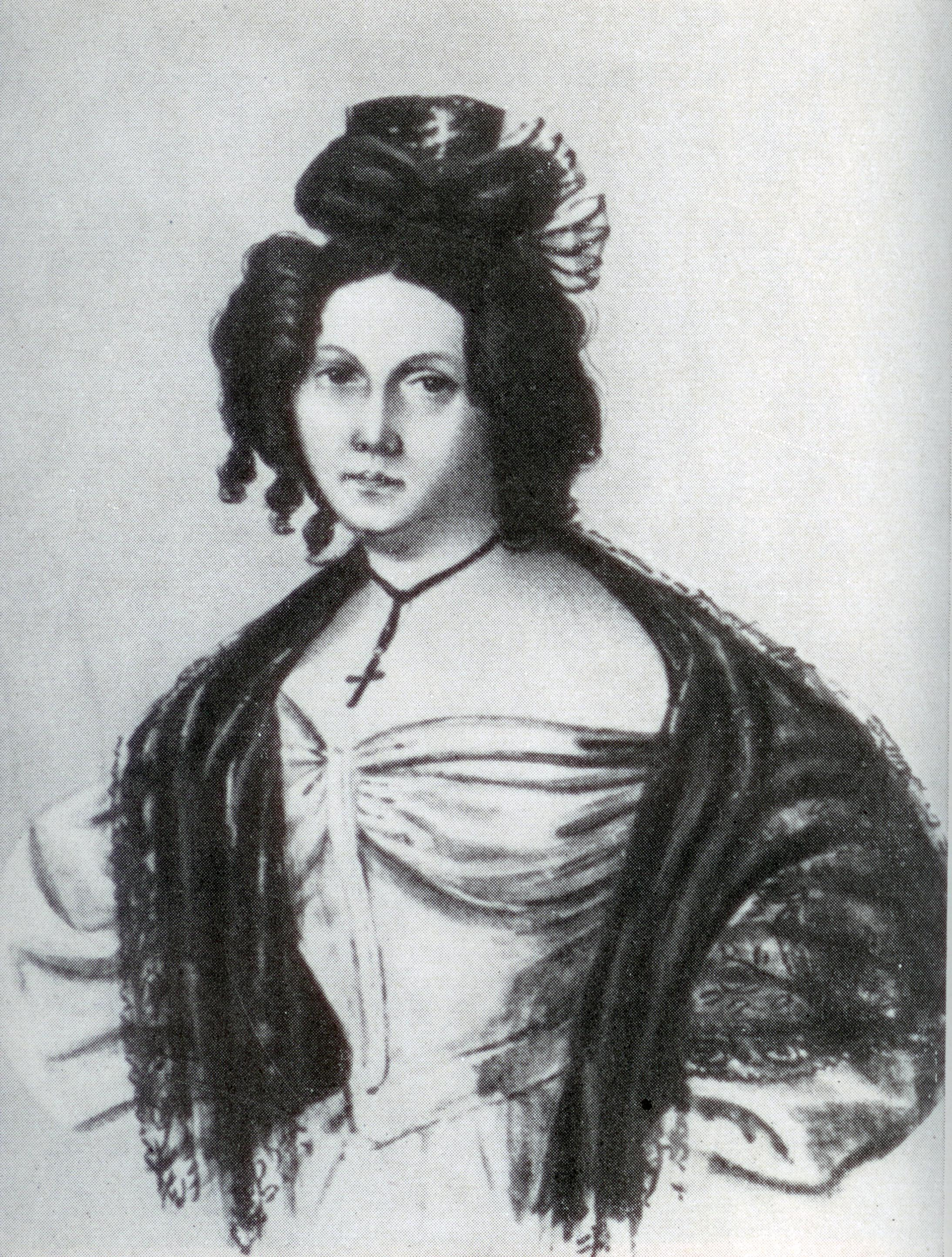
Полина Гёбль

В 1925 году в Советской России готовились к празднованию 100-летнего юбилея восстания декабристов. В 1922—1926 годах увидели свет многие литературные, театральные и кинопроизведения, созданные специально к памятной дате. Таким образом, замысел оперы, героями которой были участники исторических событий, возник у Ю. Шапорина на фоне возросшей популярности темы.
Работу над оперой композитор начал в 1925 году совместно с А. Н. Толстым. Первый вариант либретто был основан на пьесе Толстого «Полина Гёбль», которую писатель создавал при значительном участии историка П. Е. Щёголева. Работая в недавно открытых для научной работы архивах, Щёголев обнаружил дневник московской модистки француженки Полины Гёбль, ставшей женой декабриста Анненкова и известной под именем Прасковьи Анненковой. Вдохновившись этой романтической историей, А. Толстой набросал несколько сцен пьесы, а Шапорин быстро написал музыку двух картин, и на вечере, посвящённом юбилею восстания, их представили в Государственном академическом театре оперы и балета (бывшем Мариинском) в Ленинграде. Первое название оперы, как и пьесы, совпадало с именем главной героини; центральное место в сюжете занимала любовная драма, происходившая на фоне декабристского движения. Впоследствии и текст, и музыка были радикально переработаны, а в окончательную редакцию оперы сцены, представленные в Ленинграде, так и не вошли.
Дальнейшая работа над оперой затянулась. Вероятно, пьеса Толстого, опубликованная лишь однажды в 1926 году (в журнале «Новая Россия», № 1) с подзаголовком «драматическая поэма» и написанная прозой со стихотворными фрагментами, изначально создавалась как либретто, даже в сноске к публикации было указано, что «музыку на текст поэмы пишет Ю. Шапорин». Но Толстой не имел опыта работы с оперным материалом и при создании либретто не учёл особенности жанра: в тексте не было членения на арии, ансамбли и хоры, текст был написан в прозе, а для оперы, как полагал Толстой, требовались стихи. К тому же, набросав несколько сцен, Толстой отвлекся на другую работу. Шапорину приходилось подолгу ждать литературных наработок от Толстого. Кроме того, утверждают, что уже в начале работы над оперой у либреттиста и композитора отсутствовало согласие в замысле: творческие предпочтения Шапорина, тяготевшего к жанру кантаты и оратории, склонялись к большей монументальности произведения. Отмечая драматургическую стройность и красочность языка либретто, композитор и музыковед Богданов-Березовский в 1932 году писал, что достоинства музыки его превосходят, создаваемые ею образы и ассоциации более отчётливы и конкретны.
За годы работы над материалом претерпела изменение официальная трактовка истории декабрьского восстания, и авторы должны были пересмотреть сюжет и план произведения. Пьеса «Полина Гёбль» состояла из девяти картин, семь из них содержали развитие любовной драмы Анненкова и Полины. Анненков в ней был представлен одним из основных руководителей заговора, а миссия жены декабриста — воплощения идеи патриотического долга — досталась француженке, которая, по свидетельству композитора, в начальной редакции оперы пела «Карманьолу». Такое положение вещей шло вразрез с официальной идеологией. В середине 30-х годов к работе над текстом по совету А. Толстого был привлечён поэт Всеволод Рождественский, имевший уже опыт работы с оперными либретто. Перед Рождественским стояла задача разработать историко-революционный сюжет и представить главных, а не побочных руководителей восстания, согласно официальной исторической науке тех лет.
Работа над оперой шла под постоянным наблюдением руководящих культурных инстанций. На многочисленных совещаниях с участием историков требовали точно воспроизвести события восстания. Влияние культурно-политического руководства больше всего сказалось на шестой картине оперы, непосредственно посвящённой событиям на Сенатской площади. В основу сюжета теперь были положены тщательно отобранные реальные исторические факты, относящиеся к последнему периоду деятельности Северного общества. Любовная история переместилась из Парижа в российское поместье, изначальные персонажи — Полина и Анненков — из оперы исчезли: вместо непатриотичного образа французской портнихи был введён воспетый Некрасовым тип русской дворянки. Из интимно-лирической драмы опера преобразовалась в монументальную историко-революционную трагедию.

### Вторая редакция: декабристы
Вторая редакция оперы, содержащая семь картин, была закончена в 1941 году. В ней образы Анненкова и Гёбль были смещены на второй план образами героев-декабристов. Из первоначального плана были исключены первая («В Париже»), седьмая («Кабинет Николая I») и девятая («Вязьма») картины, добавлена картина «Бал», куда авторы перенесли эпизод встречи Полины с царём, остальные картины были существенно пересмотрены. Предполагалось упразднить и вторую картину «У старухи Анненковой», но режиссёр Л. В. Баратов посоветовал сохранить её, чтобы показать контраст высоких революционных идей с действительностью крепостной российской глубинки. Во вторую редакцию вошли эпизоды, связанные с отображением жизни народа, — исполняемая по приказу хвалебная песня крепостных девушек, сатирическая песня «Пров пива наварил» и другие фрагменты. Сохранили также сцену разговора Анненкова с матерью, где зритель знакомится с политическими взглядами героя. Встреча декабристов в третьей картине «Ярмарка» завершалась песней ямщика. Сформированы основные номера четвёртой картины «У Рылеева» — песня Каховского, хор «Отечество» на слова Катенина, гимн на слова А. С. Пушкина. На совещании в театре имени С. М. Кирова в декабре 1939 года в план оперы была включена симфоническая картина перед кульминацией действия — восстанием на Сенатской площади, но этот замысел в итоговой редакции не был реализован. Местом действия финала оперы в седьмой картине стала Петропавловская крепость, были написаны основные номера этой картины: песня солдата, беседа Анненкова с Кюхельбекером (в окончательной редакции — беседа Бестужева и Щепина-Ростовского), рассказ о казни декабристов, встреча Анненкова и Полины. Опера завершалась хором декабристов на стихи Пушкина «В Сибирь»:
Во глубине сибирских руд
Храните гордое терпенье,
Не пропадет ваш скорбный труд
И дум высокое стремленье.
А. Толстой, несмотря на серьёзные изменения в драматической и музыкальной структуре оперы, продолжал отстаивать лирическую трактовку сюжета. Даже название оперы во второй редакции сохранилось таким, как задумал писатель, — «Полина Гёбль».
В ходе работы над второй редакцией фрагменты оперы вновь были представлены публике: в сезоне 1937/1938 года по радио транслировался монтаж, включавший 17 номеров, которые отображали сюжетную картину произведения в целом. Многие эпизоды, в основном относящиеся к лирической линии, впоследствии были исключены. Другие легли в основу последующего развития музыкального образа народа.
Премьера оперы в Большом театре была назначена на сезон 1940/1941 года, постановкой руководили дирижёр А. М. Пазовский, режиссёр Л. В. Баратов, художник Е. Е. Лансере. Но завершить работу над партитурой к сроку Шапорин не успел. Работу авторского коллектива в содружестве с театральными деятелями прервала Великая Отечественная война.

### Третья и четвёртая редакции: идейно-патриотический гимн
Шапорин вернулся к работе над оперой после окончания войны. По мере работы идейно-патриотическое звучание истории декабристов всё более усиливалось. Много музыки было написано заново, в том числе новая картина «На почтовом тракте», рассказывающая о тайном заговоре декабристов, и песня Каховского на стихотворение Пушкина «К Чаадаеву». В третьей картине («Ярмарка») появились новые эпизоды. К 1950 году, после написания картин «В Зимнем дворце», «Сенатская площадь», «Бал», «Петропавловская крепость», Шапорин занялся тщательной доработкой эпизодов. Третью редакцию оперы Шапорин представил в Большом театре в 1950 году, а в 1951 году состоялось её прослушивание в концертном исполнении и расширенное обсуждение с участием историков, композиторов и членов творческого коллектива театра. Произведение было жёстко раскритиковано и историками, и музыкантами. По воспоминаниям певца И. Петрова, опера была слишком длинной, столько музыки нельзя было исполнить за один вечер, и музыканты уговаривали её сократить. В целом высоко оценивая музыку, участники обсуждения высказывали резкие возражения против либретто. Отмечались недостатки драматической композиции, недостаточно широкий показ революционного движения и взаимной связи Северного и Южного обществ, отсутствие обоснования социально-исторических причин возникновения декабристского движения, неубедительные взаимоотношения декабристов с народом.

По результатам обсуждения началась срочная переработка либретто. Главных героев — Анненкова и Полину — сменили малоизвестный Щепин-Ростовский и дочь разорившейся помещицы, любовная линия была дополнена эпизодами из жизни других участников движения и стала абстрактно-собирательной. Ключевое место в сюжете занял коллективный образ декабристов, драматическую основу действия составили их взаимоотношения с народом. Новую редакцию либретто первой картины («В имении») создал Всеволод Иванов, Шапорин написал для неё ариозо старого солдата, которое в окончательную редакцию не вошло. Цыганские сцены в третьей картине, удостоившиеся отдельной критики академика Е. В. Тарле за неуместную модернизацию, были значительно сокращены, изменён финал сцены «Ярмарка». По совету режиссёра Е. Н. Соковнина, работавшего над оперой в Ленинграде, была введена картина «Каземат». Из оперы были исключены фрагменты, вызывавшие чувство фатальной обречённости и предчувствие катастрофы, зато появились элементы музыкальной стилистики, создававшие возвышенные эмоции и «чувство исторического оптимизма». Трагический финал «Во глубине сибирских руд» сменила сцена единения декабристов с народом и символически звучащий, «устремлённый в будущее» финал на слова А. Одоевского: 
Наш скорбный труд не пропадет,
Из искры возгорится пламя,
И просвещенный наш народ
Сберется под святое знамя.
В доработке оперы приняли участие творческие коллективы Большого театра и театра имени С. М. Кирова в Ленинграде, образовавшие своего рода «творческую лабораторию». После первых прогонных репетиций в 1952 году Шапорин снова внёс коррективы в произведение. На самом последнем этапе в феврале 1953 года по ультимативному требованию руководства в числе персонажей появился Пестель, не имевший отношения к сюжетной линии оперы, но необходимый для отображения всей когорты ведущих декабристов. Образ Пестеля олицетворял Южное общество, без которого официально одобренная историческая картина восстания выглядела бы незавершённой.
После всех переработок в либретто практически не осталось текста, написанного Толстым, так как стихи к либретто писала его жена, Н. В. Крандиевская. Но поскольку известный писатель стоял у истоков оперы и был соавтором первоначального замысла, при подготовке к премьере авторы сочли необходимым указать в афише, что опера написана «по мотивам А. Толстого».

### Премьера и сценическая история
Премьера оперы «Декабристы» состоялась в Москве 23 июня 1953 года в постановке Н. П. Охлопкова и в Ленинграде 4 июля того же года в постановке Е. Соковнина под управлением дирижёра Б. Хайкина. Постановка в Большом театре соответствовала канонам монументально-эпического спектакля. Декоративное оформление воспроизводило место действия со скрупулёзной точностью, будь то площадь в Петербурге, кабинет в Зимнем дворце, каземат Петропавловской крепости или сибирская дорога. Бальные номера поставил хореограф Леонид Лавровский. В Большом и Кировском театрах опера шла в различных сценических редакциях: Большой театр представлял оперу в четырёх действиях, действие финальной картины происходило Сибири на этапе. В Ленинграде последняя картина была включена в третий акт, а место её действия было перенесено во двор Петропавловской крепости.
В 1957 году оперу поставили в Праге и в Остраве. «Декабристы» входили в состав гастрольной программы Большого по городам СССР. На главной сцене театра спектакль показали 69 раз, он был в репертуаре до мая 1969 года. В театре имени Кирова опера вновь была включена в репертуар в середине 1970-х годов к празднованию 150-летия восстания декабристов. Ю. Шапорин присутствовал на всех представлениях своей единственной оперы в Большом и почти на каждом представлении в театре Кирова вплоть до кончины в 1966 году.

## Действующие лица
| Роль                                                                                         | Певческий голос | Исполнитель на премьере 23 июня 1953 (Дирижёр: А. Мелик-Пашаев) |
| -------------------------------------------------------------------------------------------- | --------------- | --------------------------------------------------------------- |
| Рылеев, декабрист                                                                            | баритон         | А. Иванов                                                       |
| Пестель, декабрист                                                                           | бас             | А. Пирогов                                                      |
| Бестужев (Марлинский), декабрист                                                             | бас             | И. Петров                                                       |
| Каховский, декабрист                                                                         | тенор           | Г. Нэлепп                                                       |
| Трубецкой, декабрист                                                                         | баритон         | П. Селиванов                                                    |
| Якубович, декабрист                                                                          | баритон         | П. Воловов                                                      |
| Щепин-Ростовский, декабрист                                                                  | тенор           | Г. Большаков                                                    |
| Ольга Мироновна, мать Щепина-Ростовского                                                     | меццо-сопрано   | Е. Вербицкая                                                    |
| Орлова, обедневшая помещица                                                                  | меццо-сопрано   | Вера Смирнова                                                   |
| Елена, её дочь                                                                               | сопрано         | Н. Покровская                                                   |
| Марья Тимофеевна, домоправительница Щепиной-Ростовской                                       | сопрано         | Н. Косицына                                                     |
| Помещик                                                                                      | тенор           |                                                                 |
| Стеша, цыганка                                                                               | меццо-сопрано   | В. Давыдова                                                     |
| Ростовцев                                                                                    | тенор           | П. Чекин                                                        |
| Николай I                                                                                    | бас             | А. Огнивцев                                                     |
| Граф Бенкендорф                                                                              | бас             |                                                                 |
| Генерал-губернатор                                                                           | бас             |                                                                 |
| Митрополит                                                                                   | тенор           |                                                                 |
| Старый солдат                                                                                | бас             | Н. Щегольков                                                    |
| Часовой                                                                                      | бас             |                                                                 |
| Ночной сторож                                                                                | бас             | И. Михайлов                                                     |
| мужики, петрушечники на ярмарке, полицейские, дворецкий, Настенька (дочь Рылеева, без пения) |                 |                                                                 |

## Сюжет
Сюжет оперы основан на исторических фактах, связанных с деятельностью Южного и Северного тайных обществ. Известие о раскрытии тайных обществ правительством и обстановка междуцарствия, возникшая после внезапной смерти императора Александра I в 1825 году, вынудили декабристов перейти к открытым действиям, закончившимся поражением восстания 14 декабря. Руководители восстания были казнены, другие участники сосланы в Сибирь. Действие охватывает все эти этапы восстания.

### Первое действие
1. В имении.
Сын деспотичной помещицы Щепиной-Ростовской молодой офицер Дмитрий Щепин влюблён в Елену Орлову, девушку из незнатной и небогатой семьи, но его мать никогда не согласится на этот брак. От горьких раздумий молодого человека отвлекает поручение Пестеля, руководителя Южного общества, предложившего Щепину отправиться в Петербург и передать там письмо главе Северного общества Рылееву. Приближается время восстания против самодержавия и провозглашения республики.
2. На почтовом тракте.
Члены тайного общества Каховский, Трубецкой, Щепин, Якубович и Ростовцев проводят совещание в трактире на почтовом тракте между Петербургом и Москвой. Внезапно приходит весть о кончине Александра I. Бестужев призывает заговорщиков немедленно поднять восстание.
3. Ярмарка.
На ярмарочной площади суета и веселье. По случаю смерти императора полиция заставляет народ прекратить ярмарочные гуляния. На опустевшей площади Щепина находит Елена, отправившаяся вслед за возлюбленным в надежде никогда не расставаться с ним.

### Второе действие
4. У Рылеева.
В ночь на 14 декабря участники восстания собрались в доме Рылеева. Трубецкой приносит тревожное известие об отречении Константина и предстоящей присяге Николаю. Рылеев отметает колебания и предлагает немедленно вести войска на штурм царского дворца. Ростовцев пытается остановить заговорщиков, но безуспешно.
5. В Зимнем дворце.
Император Николай I, наблюдая из окна кабинета за сбором восставших на Сенатской площади, отдает распоряжение уговорить войска принести присягу или потопить мятежников в крови.
6. Сенатская площадь.
На площадь приходит лейб-гвардии Московский полк во главе с Бестужевым и Щепиным и морской гвардейский экипаж. Народ приветствует восставших. Трубецкой, который должен командовать войсками, испугался массовых волнений и скрылся. Под напором артиллерийской батареи восстание подавлено.

### Третье действие
7. Бал во дворце.
В петербургском особняке одного из богатых сановников гремит бал-маскарад по случаю подавления мятежа. Елена проникла сюда в надежде вымолить у царя разрешение сопровождать осуждённого на ссылку Щепина в Сибирь. Ей удаётся задуманное, но вернуться из Сибири она не сможет никогда.
8. В каземате.
Приговорённый к казни Рылеев томится в каземате Петропавловской крепости. В последний раз по дороге на эшафот он видится со своими соратниками Муравьевым-Апостолом, Бестужевым-Рюминым, Каховским и Пестелем.

### Четвёртое действие
9. В Сибирь.
На сибирской дороге колонну декабристов, идущих на каторгу, догоняет в экипаже Елена. Остаток дней она проведёт в ссылке с любимым. Народ из окрестных деревень сочувственно провожает каторжников. Бестужев обращается к народу: «Наш скорбный труд не пропадёт! Из искры возгорится пламя».

## Художественные особенности
«Декабристов» называли одной из лучших советских опер, посвящённых российскому революционному движению. Современные автору критики отмечали большую художественную силу, с которой были воссозданы образы декабристов, органичный сплав генеральной темы борьбы русского народа против самодержавия и классической историко-бытовой традиции. Художественные достоинства оперы признаются и в постсоветское время.

### Драматическая композиция
Во всех сценах оперы соблюдена историческая последовательность событий, нарастающая к кульминационному моменту — противостоянию на Сенатской площади. Первая картина — встреча Щепина-Ростовского с Пестелем — является прологом. Вторая картина представляет завязку действия и экспозицию образов декабристов. В последних картинах основные линии действия, связанные с декабристами, народом и любовной драмой, находят завершение. Автор либретто применяет приём контраста (Щепина-Ростовская — Пестель в первой картине; «Сенатская площадь» и «Бал»), удачно использует переломные моменты в истории (известия о смерти царя, о вступлении на трон Николая I). Критики отмечали высокую культуру, образность и возвышенно-романтический стиль поэтического текста, удачно найденную символику.
Драматические образы декабристов и народа в основном получили одобрение. Декабристы в либретто представлены в противостоянии с враждебными силами. Важным недостатком называли отсутствие непосредственного столкновения декабристов и царя, хотя в процессе работы над оперой такая сцена планировалась и могла бы проявить образы противостоящих персонажей более отчётливо.
Вместе с тем, коренное отличие итогового либретто от первоначального замысла привело к двойственности драматической композиции завершённого произведения. Революционный пафос декабристов и лирическая история Щепина-Ростовского и Елены развиваются в разных сюжетно-драматических планах, обособленных друг от друга. Некоторые поступки Щепина-Ростовского неубедительны. В «несколько вялой» драматургии нет конфликтного начала, герои представлены не столько в действиях, сколько в размышлениях.

### Музыка
В опере Шапорина воплотилось всё лучшее, что было наработано композитором за многие годы творчества. В ней соединились мастерство широких обобщений, убедительная музыкальная драматургия, яркие мелодические характеристики, «тонкий вкус, мастерство и чувство меры». Опера является образцом следования канонам жанра как по форме, так и по музыкальному языку. Музыкальный материал произведения неразрывно связан с традициями классической русской оперы. В нём развивается наследие русской народной песни, военных и студенческих песен времён декабристов, бытовой музыки. Идеи свободы, подвижничества, доблести выражены поэтическим, возвышенным строем музыки.
Для разных драматических обстоятельств Шапорин использует различные выразительные средства и формы. В музыке звучат лейтмотивы, или лейттемы, — чёткие музыкальные построения, выражающие гармоническое и интонационное зерно образа. В трактовке Шапорина лейтмотивы не остаются неизменными, но трансформируются параллельно изменениям сюжета. Ансамблевые и хоровые сцены мелодически ясны. Шапорин отказался от законченности музыкальных номеров оперы в пользу сквозного развития драматургической линии: ансамбли часто появляются непосредственно в конце сольных номеров, становясь их развитием и логическим завершением. Так, трёхчастная с элементами сонатной формы ария Рылеева «О, Русь моя» переходит в построенную на её основе хоровую сцену. Велика роль оркестра, в частности, в сцене восстания его средствами передаются все смысловые акценты. В трёхчастной оркестровой увертюре, начинающейся с фанфар, олицетворяющих восстание, звучат лейтмотивы: маршевая тема восставших войск, тема самодержавия, гимн декабристов. В объёмной фресковой композиции «Ярмарка» оркестр в полной мере участвует вступлением, экспозицией, разработкой, репризой и кодой.
В музыкальной композиции контрастно чередуются и противопоставляются друг другу музыкальные образы основных действующих сил — декабристов, самодержавия и народа. По логике развития сюжета в шестой картине, где все силы сходятся на Сенатской площади, основные музыкальные линии должны были вступить во взаимодействие и даже в противоборство, но музыка этой картины носит излишне иллюстративный характер, общая линия развития не сформирована, кульминация не состоялась. Как отмечает музыковед С. В. Катонова, конфликт между Еленой и Николаем в седьмой картине также не поддержан достаточными выразительными музыкальными средствами. В отличие от драматической кульминации, музыкальной кульминацией оперы стала четвёртая картина, оставляющая последующему действию завершающую роль.
Коллективный портрет декабристов — музыкальный приём, отмеченный критиками как новаторский и не встречавшийся в оперной музыке, — создаётся героическими мужскими хорами и ансамблями. Роль основного лейтмотива оперы отведена патриотическому гимну на стихотворение А. С. Пушкина «К Чаадаеву». Музыкальная тема, уходящая корнями к песням французской революции, полностью представлена в квинтете в конце второй картины:
В начале четвёртой картины производная мелодия звучит в песне Каховского с хором, а в конце картины — в припеве ансамбля. Отдельные обороты многократно появляются в вокальных партиях декабристов и оркестре. Гимн создает основу группового музыкального портрета декабристов. Родственна гимну и другая тема коллективного образа декабристов, появляющаяся в третьей части увертюры, затем в арии Рылеева в четвёртой картине. Эта песня на стихи А. Одоевского формирует мощный финал оперы. Музыкальному образу декабристов свойственны эпическая широта, распевность и романтическая полётность, восходящая к традициям Глинки и Бородина.
Индивидуальные музыкальные характеристики декабристов основаны на русской гражданской песенной лирике и революционных гимнах, что должно воспроизводить исторический дух эпохи и революционный пафос восстания. Эти образы не детализованы и лишь дополняют коллективный портрет, индивидуальность обозначена каким-то одним характерным для персонажа акцентом. Композитор отказался от развёрнутых мелодекламаций и нарисовал индивидуальные портреты героев через жанровую характеристику. Так, Каховский обычно выступает запевалой в ансамблевых и хоровых номерах. Через дифирамбы Пестеля создаётся облик одухотворённого и приподнятого героя, куплеты Бестужева рисуют образ удалого весельчака. Склонный к раздумьям Рылеев является выразителем смысла происходящих событий. Его характеристика, по мнению искусствоведов, могла быть полнее, если бы в оперу вошла сцена допроса у Николая I, оставшаяся лишь в планах. Образ Щепина-Ростовского решён в ином плане, его преобладающее лирическое начало ярко изображено уже в ариозо первой картины. Недостаточно рельефным, риторичным получился музыкальный образ Пестеля, во многом из-за сухого литературного текста его партии.

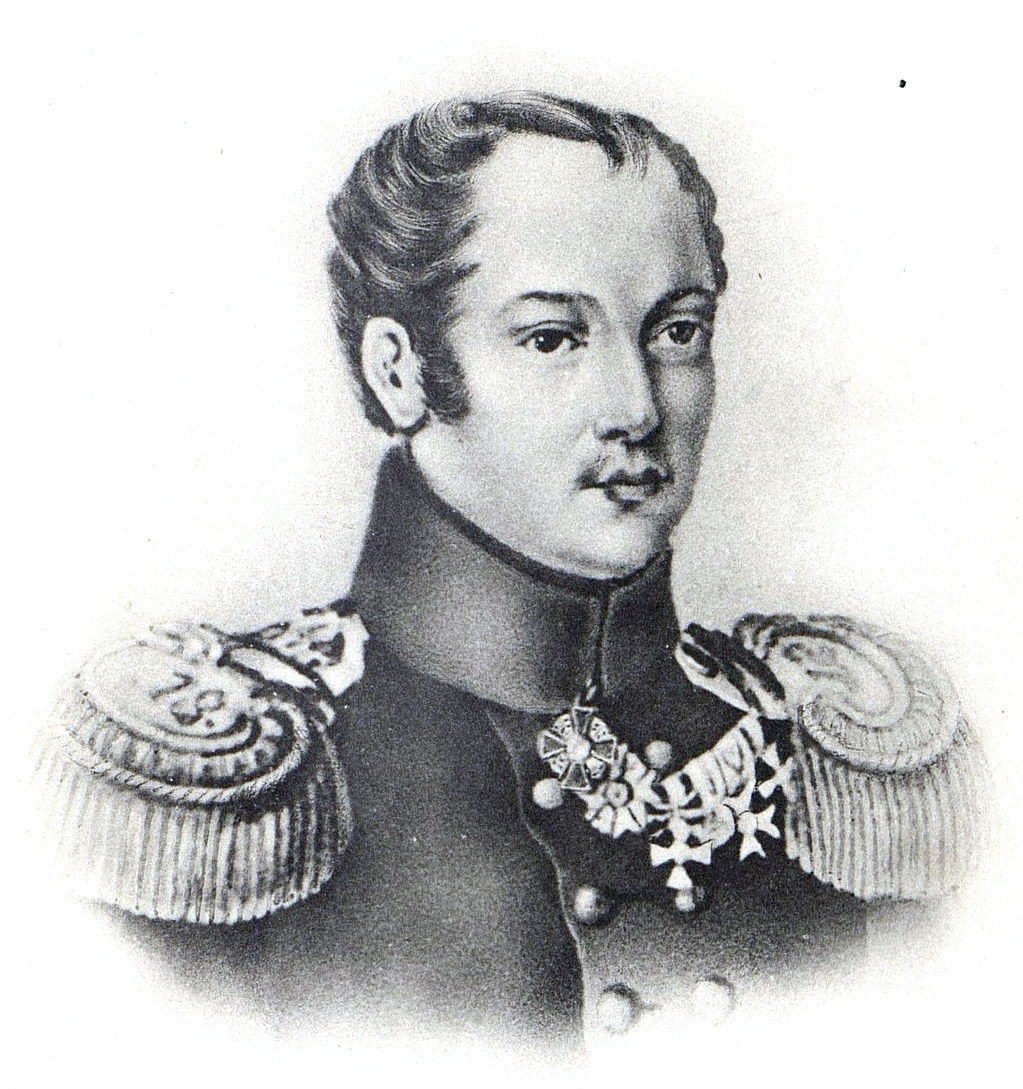
П. И. Пестель
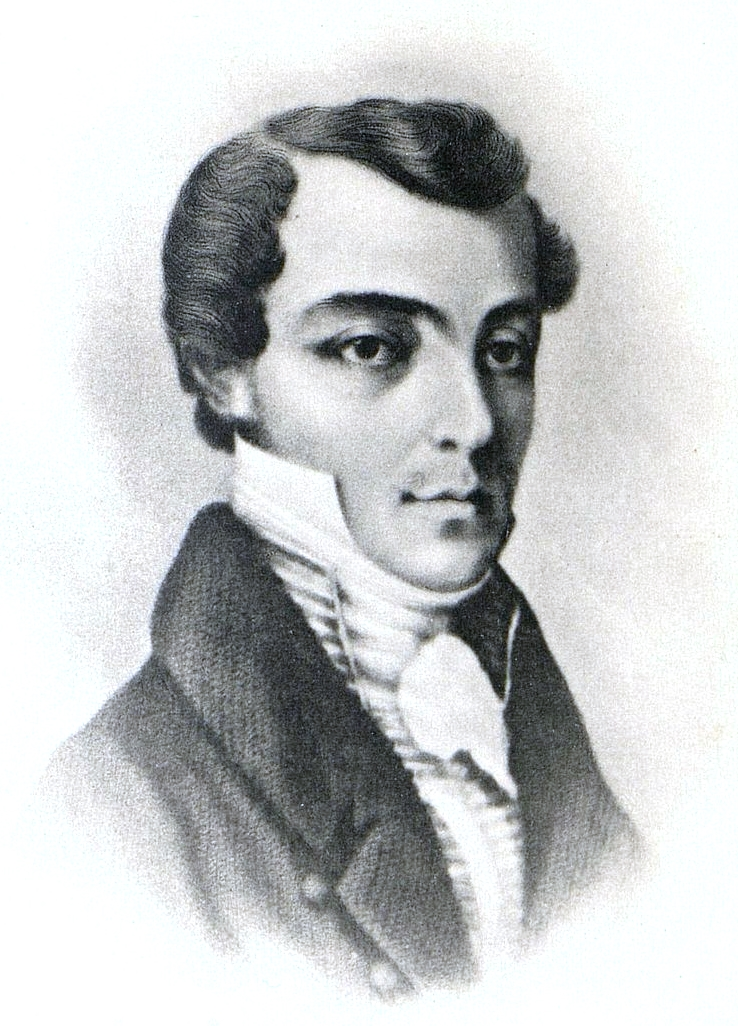
К. Ф. Рылеев
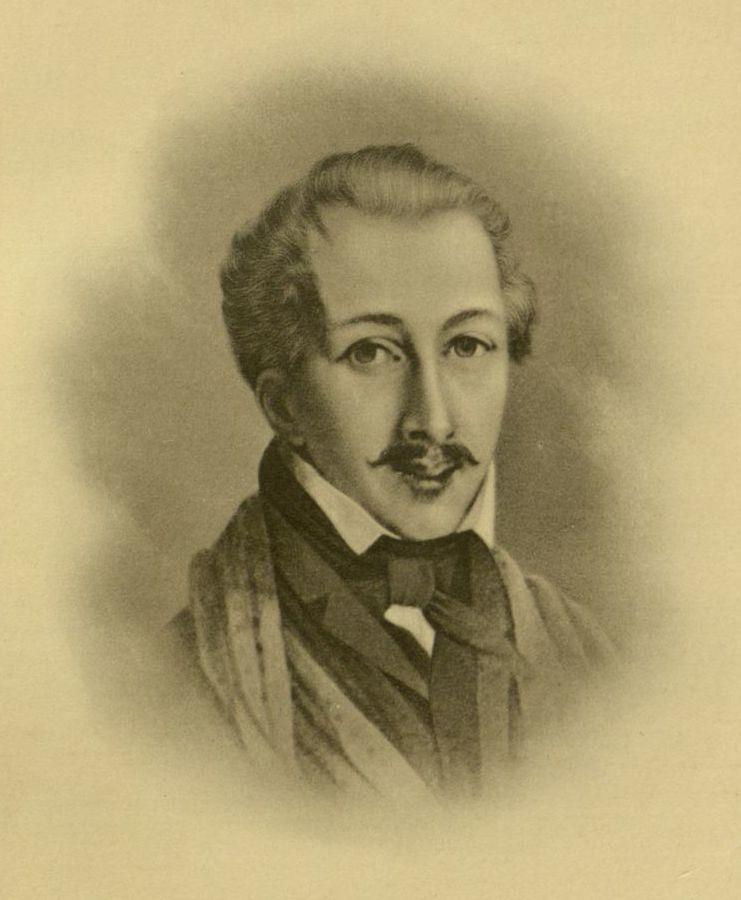
П. Г. Каховский
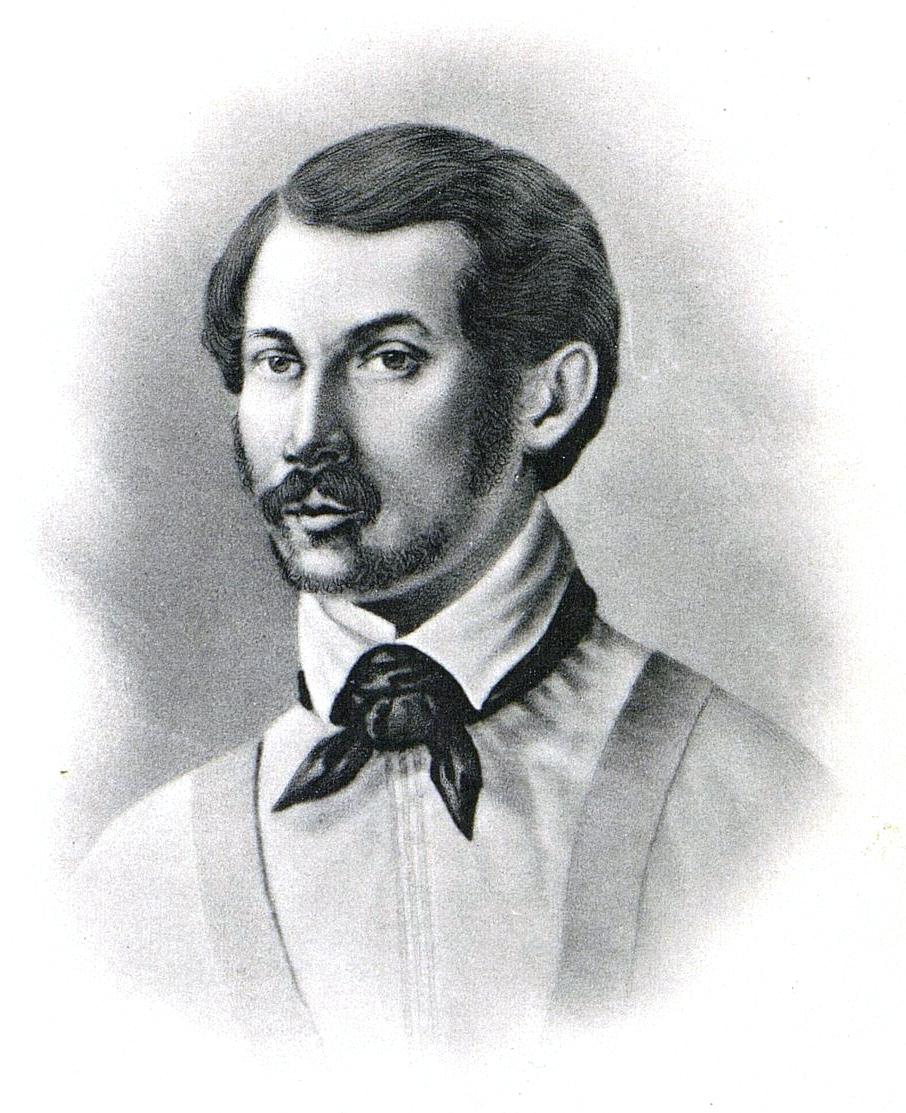
А. А. Бестужев
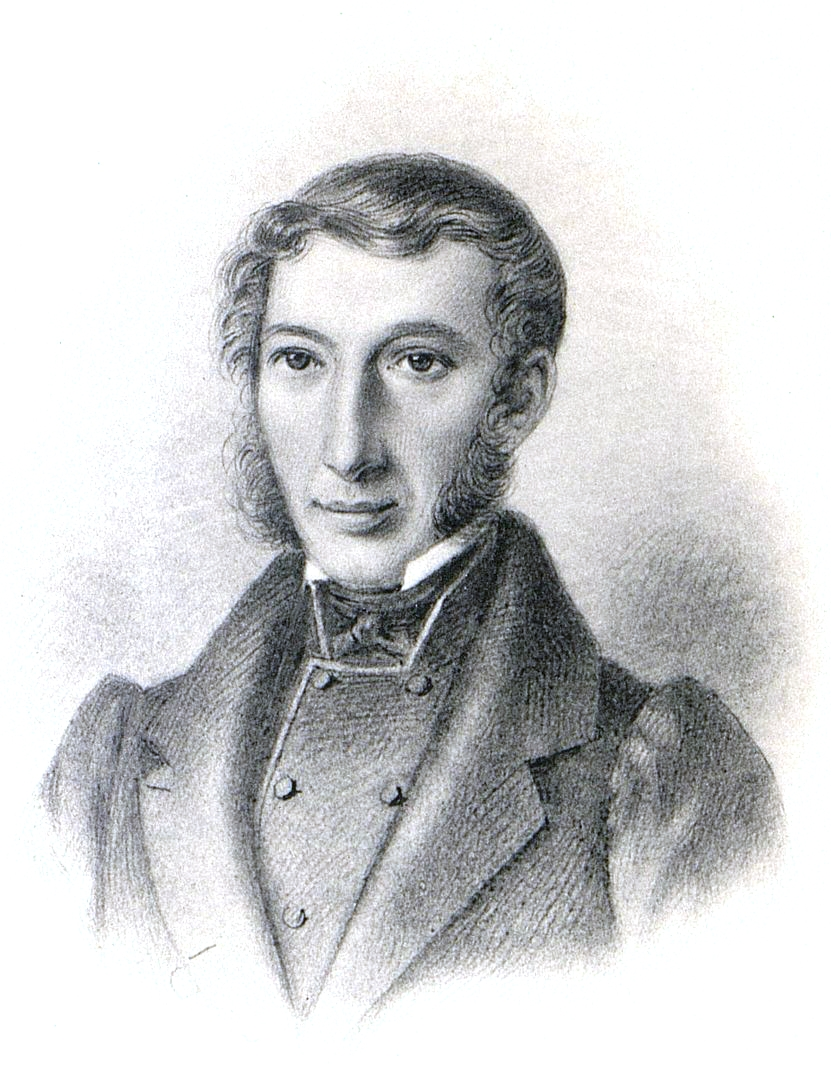
С. П. Трубецкой
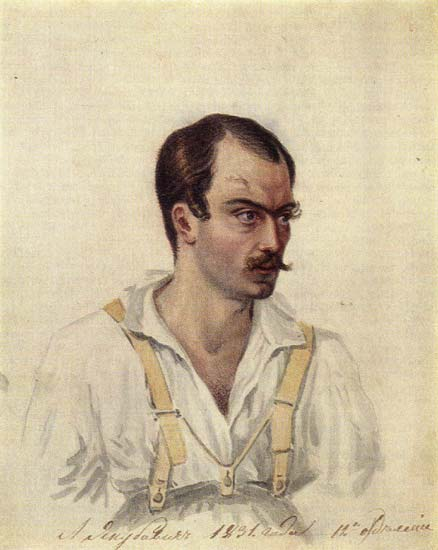
А. И. Якубович
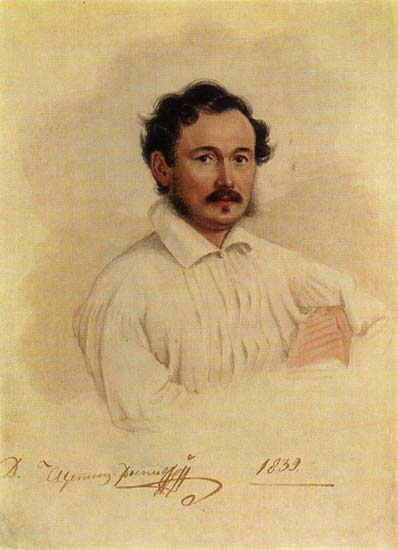
Д. А. Щепин-Ростовский

Музыкальная характеристика персонажей-антагонистов стала предметом особой дискуссии критиков. Уже в увертюре противопоставлены фанфарная тема восстания и мрачная, оформленная барабанной дробью, тема Николая I. Отзвуки темы самодержавия звучат во второй и третьей картинах. В четвёртой картине представители враждебных сил уже вовлечены в действие и оттеняют положительные образы декабристов. Лейттему монолога, впервые звучащую в начале второй картины в момент сообщения о смерти императора Александра и олицетворяющую самодержавие, сравнивали с «роковы́ми» темами в классической музыке:
Музыкальная характеристика Николая I полностью представлена в пятой картине, в монологе «В недобрый час вступаю я на трон». Критики отмечали, что композитору не удалось музыкальными средствами в достаточной мере изобразить «жестокую, бесчеловечную сущность» Николая I, главный персонаж контрдействия оказался карикатурной обобщённой маской. Партии персонажей, олицетворяющих крепостническое государство, в противовес напевности и лиризму музыкальных образов декабристов, выражены декламационно-речитативными формами. Лишена напевности и партия Трубецкого, спасовавшего перед народным движением, его музыкальная характеристика, построенная на сухом речитативном рисунке, невыразительна.
Народные сцены в опере играют роль социально-исторического фона, в произведении подчёркнута отстранённость декабристов от народа. Его музыкальная характеристика представлена в первой картине: лейтмотив страдающего под крепостническим гнётом населения звучит в жалобной песне «Ах, талан ли, мой талан». В сцене «Ярмарка» яркие музыкальные номера отражают пробуждающуюся силу масс. В этой сцене использован необычный приём, когда звучат одновременно три песни разных жанров. Солдатская песня «За Дунаем» из шестой картины очень удачна, исполняется как отдельный концертный номер. Яркое музыкальное дарование композитора проявилось и в песнях ночного сторожа в третьей картине и умирающего солдата в шестой картине. Однако образы простых людей разрозненны и не связаны в цельную развивающуюся линию. Народный хор в сцене восстания на Сенатской площади не поддерживает драматургию кульминации. Отдельной критике был подвергнут портрет цыганки Стеши, чья музыкальная характеристика ограничилась подобием расхожей «цыганщины».
Лирическая линия, представленная в опере образами Щепина-Ростовского и Елены в близком Шапорину духе русского классического романса, не связана с ведущей темой. М. Е. Тараканов отмечает благородную сдержанность и безупречный вкус лирических номеров третьей и девятой картин, в них кантилена сочетается с широтой распева. Критики отмечают эмоциональную открытость, свойственную лирике Чайковского и Рахманинова, и чистые интонации в духе Глазунова и Бородина. К сожалению, среди сохранившихся музыкальных фрагментов, не вошедших в оперу, не обнаружены музыкальные отрывки, связанные с первой героиней оперы — Полиной Гёбль. Известно, что они существенно отличались от образа Елены Орловой.

### Основные музыкальные номера
| Картина                          | Номер                                           | Автор текста, примечание                                                  |
| -------------------------------- | ----------------------------------------------- | ------------------------------------------------------------------------- |
|                                  | Вступление                                      |                                                                           |
| 1 действие                       |                                                 |                                                                           |
| Картина 1: «В имении»            | Хор девушек «Ах, талан»                         | Слова народные                                                            |
| Картина 1: «В имении»            | Ариозо Щепина «Её душа мне с давних пор родная» |                                                                           |
| Картина 1: «В имении»            | Ария Пестеля «О, родина мать»                   |                                                                           |
| Картина 2: «На почтовом тракте»  | Гимн декабристов «Товарищ, верь!»               | На стихи А. С. Пушкина «К Чаадаеву»                                       |
| Картина 2: «На почтовом тракте»  | Песня Бестужева «Ой вы, вёрсты»                 | Слова Н. В. Крандиевской-Толстой. В первой редакции оперы — песня ямщика. |
| Картина 3: «Ярмарка»             | Песня мужиков «Эх, в Таганроге»                 |                                                                           |
| Картина 3: «Ярмарка»             | Вальс девушек «Ходи, ходи быстрее по кругу»     |                                                                           |
| Картина 3: «Ярмарка»             | Цыганская песня «Пров пива наварил»             | Слова Н. В. Крандиевской-Толстой                                          |
| Картина 3: «Ярмарка»             | Песня сторожа «Колотушка моя»                   |                                                                           |
| Картина 3: «Ярмарка»             | Дуэт Щепина и Елены                             |                                                                           |
| 2 действие                       |                                                 |                                                                           |
| Картина 4: «У Рылеева»           | Хор «Друзья! Уже пришел черёд»                  |                                                                           |
| Картина 4: «У Рылеева»           | Песня Каховского «Когда поток с высоких гор»    |                                                                           |
| Картина 4: «У Рылеева»           | Ария Рылеева «О, Русь моя»                      |                                                                           |
| Картина 4: «У Рылеева»           | Песня Рылеева «Отечество наше страдает»         | На слова декабриста П. Катенина                                           |
| Картина 5: «В Зимнем дворце»     | Монолог Николая «В недобрый час»                |                                                                           |
| Картина 6: «Сенатская площадь»   | Песня-марш «За Дунаем»                          | Слова А. Н. Толстого                                                      |
| Картина 6: «Сенатская площадь»   | Ариозо старого солдата «Ох, братцы»             |                                                                           |
| 3 действие                       |                                                 |                                                                           |
| Картина 7: «Бал-маскарад»        | Мазурка Полонез Вальс                           |                                                                           |
| Картина 8: «Каземат»             | Ария Пестеля «Высокой правды речь»              |                                                                           |
| 4 действие                       |                                                 |                                                                           |
| Картина 9: «На сибирской дороге» | Песня Сергеича «Ой, погодушка»                  |                                                                           |
| Картина 9: «На сибирской дороге» | Баллада Сергеича «Однажды я ночью»              |                                                                           |
| Картина 9: «На сибирской дороге» | Песня Бестужева «Наш скорбный труд не пропадёт» | На слова А. Одоевского                                                    |

## Запись
Опера записана в Большом театре 1954 году. Издана на грампластинках фирмой «Мелодия» в 1956, 1961 и 1966 годах, британским лейблом «Parlophone Odeon» в 1958 году.